# Airco DH.4
Airco DH.4 – dwumiejscowy, dwupłatowy samolot bombowy z okresu I wojny światowej z silnikiem umieszczonym z przodu, o ramie prostej wykonanej z drewna i poszyciem z płótna i sklejki.
Skonstruowany przez Geoffreya de Havillanda – głównego konstruktora wytwórni Airco, DH.4 był dziennym bombowcem zdolnym osiągnąć pułap prawie 7000 m i prędkość maksymalną 170 km/h, co czyniło go bardzo trudnym do przechwycenia przez myśliwce niemieckie. Był pierwszą maszyną brytyjską zbudowaną dla spełnienia określonych zadań.

## Historia

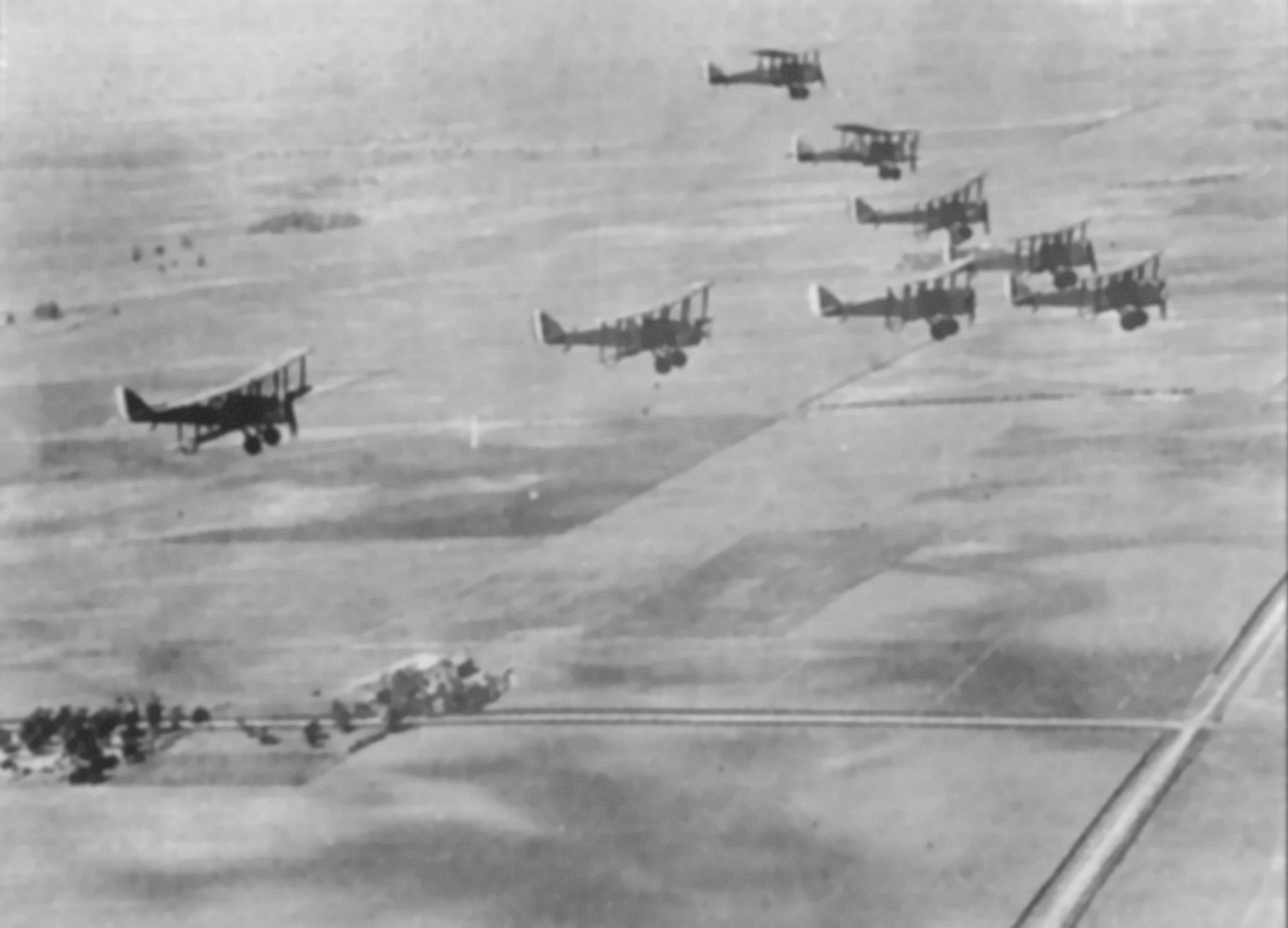
Formacja DH.4 w locie

Prototyp DH.4 został oblatany w sierpniu 1916 roku, a formalne testy przewidziano na okres od 21 września do 12 października, a już 15 października pierwsza z maszyn trafiła do Francji w celu przetestowania jej w warunkach bojowych. Początkowo jako jednostkę napędową planowano zastosować silnik BHP Galloway Adriatic o mocy 230 KM, próbując kolejno jeszcze wiele jednostek napędowych zanim zdecydowano się na docelowy Rolls-Royce Eagle o mocy 375 KM. Uzbrojenie DH.4 miał stanowić karabin maszynowy Vickers kalibru 7,7 mm (0,303 cala) obsługiwany przez pilota i jeden, a później dwa sprzężone Karabiny maszynowe Lewis również kalibru 7,7 mm, zamontowane na obrotnicy w kabinie obserwatora. Dodatkowo DH.4 mógł przenosić dwie bomby o masie 107 kg lub cztery po 52 kg. Oficjalne wejście do służby bombowca DH.4 odbyło się 6 marca 1917 roku wraz z przybyciem 55 Dywizjonu do Francji. W momencie wejścia do służby frontowej DH.4 przewyższał prędkością myśliwce przeciwnika, w trakcie zadań rozpoznawczych nie wymagał eskorty własnych myśliwców. Samolot był produkowany w dużych seriach i do końca wojny pozostał w czynnej służbie. W momencie jej zakończenia był na stanie 30. brytyjskich dywizjonów. 
DH-4 wykazywał się na tyle dobrymi osiągami i właściwościami lotnymi, że zdecydowano się z nich stworzyć patrole strzegące wysp brytyjskich przed atakami niemieckich sterowców. 5 sierpnia 1918 r. załoga DH-4skutecznie zaatakowała i zestrzeliła LZ 112. Do atakowania sterowców jeden z DH-4 został eksperymentalnie wyposażony w działo 57 mm strzelające pod kątem 45°. Następcą i rozwinięciem DH.4 był Airco DH.9, uznawany za jeden z najlepszych bombowców I wojny światowej. Bombowiec DH.4 był lubiany przez załogi, jednakże z powodu wypadków zapalenia się po trafieniu był określany mianem płonącej trumny (ang. The Flaming Coffin).

## Konstrukcja DH.4
Konstrukcja samolotu była typowa dla maszyn budowanych w tym okresie, drewniana, wzmocniona odciągami z linek stalowych i pokryta płótnem. Kadłub o konstrukcji kratownicowej i przekroju prostokątnym ze wzmocnieniami w postaci linek i pokryciem z płótna tylko czterech pierwszych segmentach tuż za kabiną. Segmenty przednie pokryto sklejką o grubości 3 mm. Skrzydła dwudźwigarowe, o konstrukcji drewnianej z lotkami na górnym płacie. Płat górny trójdzielny, dolny dwójdzielny. Podwozie stałe z kółkiem ogonowym. Samoloty seryjne były wyposażone w dwunastocylindrowy silnik Rolls Royce napędzający czterołopatowe śmigło o średnicy 2622 mm. Rury wydechowe silnika były wyprowadzone ponad górny płat. Zbiornik paliwa był uwieszony w kadłubie, z niego paliwo było przepompowywane do zbiornika opadowego.

## Amerykańskie DH.4
W tym samym czasie amerykańskie jednostki lotnicze walczące w Europie nie posiadały własnego samolotu bombowego użytkując maszyny uzyskane od Brytyjczyków i Francuzów. Amerykanie postanowili w krótkim czasie wybudować własny samolot bazujący na konstrukcjach europejskich. Rozważano zaadaptowanie do produkcji seryjnej w Stanach Zjednoczonych francuskiego samolotu SPAD XIII, włoskiego bombowca Caproni, lub jednej z maszyn brytyjskich RAF SE.5, Bristol F.2B Fighter i DH.4. Ostatecznie wybrano ten ostatni ze względu na relatywnie prostą konstrukcję i możliwość zaadaptowania do niego amerykańskiego 12-cylindrowego silnika rzędowego Liberty VIII o mocy 400 KM, po wprowadzeniu niewielkich zmian konstrukcyjnych.
Testy maszyny amerykańskiej zakończono w październiku 1917 roku rozpoczynając produkcję DH.4 nazywanego Liberty Plane (ang. samolot wolności). Do zakończenia wojny 11 listopada 1918 roku, w wytwórniach amerykańskich wyprodukowano: w Dayton-Wright Airplane Company w Dayton 3106 maszyn, w Fisher Body Division należącym do General Motors Corporation w Cleveland 1600 maszyn i w Standard Aircraft Corporation w Patterson 140 maszyn. Planowano budowę kolejnych 7502 samolotów DH.4, ale zamówienia zostały anulowane ze względu na zakończenie działań wojennych.

## Powojenna służba DH.4

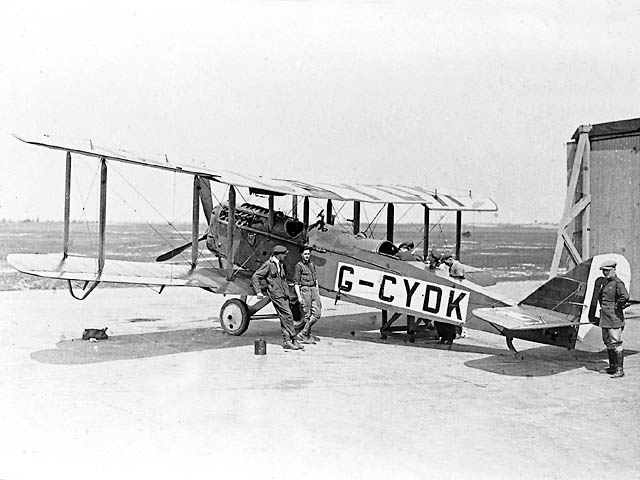
DH.4 lotnictwa kanadyjskiego

Samoloty DH.4 pomimo zaprzestania produkcji w 1918 roku pozostały w służbie amerykańskiej aż do 1932 roku. Stało się tak dlatego, że wiele z tych maszyn przeznaczonych do planowanej na 1919 rok ofensywy w Europie nie zostało wysłanych, ponieważ wojna skończyła się wcześniej. Od 1918 roku zaczęto używać DH.4 w charakterze samolotu pocztowego, najpierw dla celów rządowych, a później po przebudowaniu na DH.4B posiadający zamiast przedniego siedzenia skrzynię ładunkową na 225 kg listów, jako zwykły samolot pocztowy. Dodatkowo zmodyfikowano układ wydechowy zaopatrując go w tłumik płomieni, który chronił pilota przed oślepieniem podczas lotów nocnych. Łącznie używano ponad 200 samolotów odmiany DH.4B jako maszyn do przewozu poczty.
Począwszy od 1927 roku pewną liczbę samolotów pocztowych przystosowano do roli przeciwpożarowej maszyny patrolowej, której zadaniem miało być nadzorowanie wielkich połaci leśnych zachodnich terytoriów Stanów Zjednoczonych. Pozostałe maszyny trafiły do nowo tworzonych linii lotniczych, gdzie nadal pełniły funkcję samolotów pocztowych aż do 1930 roku.
Wiele DH.4 trafiło w latach 20. XX wieku do rąk prywatnych, gdzie po przebudowie pełniły bardzo różne role począwszy od opryskiwania pól i transportu rannych do holowania reklam.